# Shilong
För andra betydelser, se Shilong (olika betydelser).
Shilong är ett stadsdistrikt i Pingdingshan i Henan-provinsen i norra Kina.